# Градска болница Лудвигсхафен
Градска болница Лудвигсхафен“ (на немски: Klinikum der Stadt Ludwigshafen) е общинска многопрофилна болница за активно лечение, намираща се в Лудвигсхафен, провинция Райнланд-Пфалц, Германия. Адрес: ул. „Бремзерщрасе“ 79, 67063 Лудвигсхафен, Германия.
Болницата се използва и за обучение на студенти от Университета на Майнц, както и за специализации.
Разполага с 980 болнични легла за пациенти със заболявания от почти всички медицински специалности. В нея работят над 2500 лекари, медицински сестри, служители и работници.

## История
Болницата е създадена през 1861 г. и оттогава се намира на днешното местоположение – в северната част на града, недалеч от химическия концерн BASF.
През Втората световна война част от сградите са разрушени.